# کول جز
کول جز یا وست‌کوست جز سبک آرام و رمانتیک موسیقی جاز است که نوازندگان عمدتاً سفیدپوست ساحل غربی آمریکا در اواخر دهه ۱۹۵۰ و اوائل دهه ۱۹۶۰ آن را ایجاد کردند. 
از پیشگامان این سبک استن گتز، دیو بروبک، و جری مالیگن هستند.